# کارلوس مندز
کارلوس مندز (انگلیسی: Carlos Mendes؛ زادهٔ ۲۵ دسامبر ۱۹۸۰) یک بازیکن فوتبال اهل ایالات متحده آمریکا است.